# Varvara Iakovleva
Pour les articles homonymes, voir Iakovleva.
Varvara Nikolaïevna Iakovleva (russe : Варвара Николаевна Яковлева) née en 1884 à Moscou, est une révolutionnaire russe et soviétique, membre de la Tchéka, femme politique, commissaire du Peuple aux finances de la RSFSR de 1929 à 1937 puis condamnée lors des procès de Moscou et morte fusillée le 11 septembre 1941 à Orel.

## Biographie

### Jeunesse et premières activités militantes
Varvara Iakovleva est née en 1884,,, dans une famille de marchands à Moscou. Son frère est le révolutionnaire bolchévique Nikolai Iakovlev (ru).
Après avoir achevé le lycée, elle s'inscrit à la faculté de physique et de mathématiques des Cours supérieurs féminins (ru) souhaitant être astronome, et qu'elle termine en 1907. Elle donne des leçons particulières de 1901 à 1905, puis enseigne brièvement dans ces cours, avant d'être inscrite dans leur faculté de sciences naturelles, entre 1907 et 1910.
Elle prend part au mouvement étudiant. En 1904, elle entre dans l'organisation du POSDR, se joignant aux bolcheviks. Elle milite à Moscou comme propagandiste et organisatrice. En 1905, elle prend part au soulèvement de décembre à Moscou. Elle est arrêtée en avril 1906, et emprisonnée jusqu'en mars 1907. Elle est ensuite assignée à résidence à Torjok et à Tver de mars 1908 à janvier 1909 ; pour éviter l'exil, elle passe dans l'illégalité, et continue son action à Moscou jusqu'à l'automne 1910, où elle est arrêtée et envoyée à Narym (ru), dans le gouvernement de Tomsk, d'où elle fuit à l'étranger avec sa fille âgée d'un an.
À son retour en Russie, à l'automne 1912, elle travaille comme agent du comité central et membre du bureau du comité central du parti à Moscou. En 1913, elle est à nouveau arrêtée, à nouveau envoyée à Narym, s'enfuit à nouveau, et est alors arrêtée et exilée dans le gouvernement d'Astrakan, où elle reste jusqu'en 1916. À son retour d'exil, elle revient à Moscou, où elle est secrétaire du comité central du POSDR de l'oblast. Durant l'été 1917, Varvara Iakovleva publie deux numéros d'une revue, Jizn rabotnitsy (La Vie de l'ouvrière). Elle est aussi élue par le comité bolchévique de la ville de Moscou à un poste de direction. Hospitalisée début 1917, elle ne participe pas à la révolution de Février.

### Révolution d'octobre. Dirigeante de la Tchéka
Elle retenue pour le VIe congrès du parti comme candidate pour le comité central du POSDR(b). Elle rédige le procès-verbal de la session du 10 octobre 1917 de ce comité, celui qui prend la décision du soulèvement armé. Pendant les journées d'Octobre, elle fait partie des centres de combat du parti à Moscou. En décembre 1917, elle est élue comme membre de l'Assemblée constituante russe de 1918 (l'une des premières femmes parlementaires de l'histoire du pays), et travaille à Petrograd au NKVD de la RSFSR et ensuite au conseil suprême de l'économie nationale.
Lors des négociations de Brest-Litovsk, elle rejoint les communistes de gauche (ru) et quitte ses fonctions pour protester contre les conditions de la paix.
Membre de la Tchéka et de son collège dirigeant à Petrograd, elle devient secrétaire (novembre 1917) et membre (mai 1918) du collège fédéral en mai 1918, comme responsable adjointe du département de la lutte contre la contre-révolution et responsable du département de la lutte contre les délits commis dans le cadre du service. Elle conduit notamment une enquête sur les faits de corruption et de rançonnement d'otages reprochés à son prédécesseur, Gleb Boki.
Après le meurtre de Moïsseï Ouritski en août 1918, elle exerce les fonctions de vice-président intérimaire de la commission extraordinaire mise en place alors, et la dirige de la mi-novembre jusqu'à la fin 1918. Le diplomate néerlandais Willem Jacob Oudendijk souligne que la « tchékiste Iakovleva se distinguait par une cruauté inhumaine ».

### Cadre du parti et de l'appareil soviétique
En janvier 1919, elle est rappelée à Moscou et travaille au comité central du PCR(b), au commissariat du peuple pour l'alimentation de la RSFSR, en lien avec le  conseil suprême de l'économie nationale. Elle est membre du collège de ce commissariat de février 1919 à juin 1920, et dirige le département de la répartition à partir de février 1919. En suite, en tant que chef du département de l'organisation, elle est responsable des brigades chargées des prélèvements de denrées agricoles et des réquisitions.
Compagne d'Ivan Smirnov, elle participe activement à la guerre civile. En 1920, elle devient membre du Sibburo, instance du comité central du PCU(b) compétente pour la Sibérie. En 1920 et 1921, elle est secrétaire du comité de Moscou du PCR(b).
De 1922 à 1929, elle travaille avec Nadejda Kroupskaïa  au commissariat du Peuple à l'éducation, d'abord comme responsable des formations professionnelles, ensuite comme vice-commissaire. De 1929 à 1937, elle est commissaire du Peuple aux finances de la RSFSR.
Elle écrit une série d'articles sur différentes questions relatives à l'administration soviétique et au parti.
Elle a été membre du comité exécutif central panrusse (ru) puis de celui de l'URSS (ru), et déléguée aux VIIe, Xe, XIe, XIVe, XVIe et XVIIe congrès du parti bolchévique.
Elle reçoit l'ordre de Lénine en 1933.

### Conflits internes au parti communiste. Arrestation et exécution
Lors du débat sur les unions professionnelles (ru) de 1921-1922, elle soutient Boukharine, et se rapproche ensuite de Trotski. En 1923, elle signe la Déclaration des 46 proposant des solutions afin de « surmonter la crise économique, la crise politique et la crise du parti »,. Elle est ensuite un des leaders de l'opposition de gauche entre 1924 et 1926 et participe aux sessions du centre trotskiste, mais elle rompt complètement avec ce courant en octobre 1926.
Elle est arrêtée en 1937, accusé d'avoir organisé un centre trotskiste clandestin, dans lequel sont soi-disant impliqués Andreï Boubnov, Abram Kamenski (ru), Nikolaï Krylenko, Vassili Mantsev (ru) et d'autres. Lors du 3e procès de Moscou, dit des 21, elle intervient comme témoin de l'accusation contre Nikolai Boukharine,. Elle est condamnée en 1938 à 20 ans de réclusion carcérale.
Elle indiquera à la femme d'Abram Kamenski, condamné à mort sur la base de son témoignage, que celui-ci était mensonger et qu'elle l'avait signé à la suite de 15 jours d'interrogatoire et de mauvais traitements, après « avoir perdu son sang-froid ».
Le 8 septembre 1941, le collège militaire de la Cour suprême de l'URSS la condamne par contumace à être fusillée, décision confirmée par le comité d'État à la Défense le 6 septembre et paraphée par Staline. Elle est fusillée avec d'autres détenus de la prison d'Orel le 11 septembre 1941.
Elle est réhabilitée en 1958.

## Famille
Son mari, Pavel Sternberg (ru) (1865—1920), astronome russe, est également un révolutionnaire bolchévique et a pris part à la guerre civile.
Varvara Iakovleva a eu deux filles :
- Irina Pavlona Iakovleva, condamnée à cinq ans d'emprisonnement lors des répressions staliniennes.
- Ielena Ivanovna Iakovleva, fille d'Ivan Smirnov[17].